# Julolaelaps
Julolaelaps es un género de ácaros perteneciente a la familia  Laelapidae.

## Especies
- Julolaelaps buensis Maes, 1983
- Julolaelaps cameroonensis Maes, 1983
- Julolaelaps dispar Berlese, 1916
- Julolaelaps excavatus Fain, 1987
- Julolaelaps idjwiensis Fain, 1987
- Julolaelaps madiakokoensis Fain, 1987
- Julolaelaps moseri Hunter & Rosario, 1986
- Julolaelaps paucipilis Fain, 1987
- Julolaelaps serratus Maes, 1983
- Julolaelaps vandaelensis Maes, 1983